# Alunda församling
Alunda församling är en församling som utgör ett eget pastorat i Upplands norra kontrakt i Uppsala stift i Svenska kyrkan. Församlingen ligger i Östhammars kommun i Uppsala län.

## Administrativ historik
Församlingen har medeltida ursprung och utgjorde under medeltiden ett eget pastorat för att därefter senast från 1500-talet till 1962 vara moderförsamling i pastoratet Alunda och Morkarla. Från 1962 till 1972 var församlingen moderförsamling i pastoratet Alunda, Tuna och Stavby. Från 1972 utgör församlingen ett eget pastorat.
Alunda församling var tidigt prebende till domkapitlet, varvid det verkar ha förblivit hela medeltiden igenom och från 1788 var det ett personellt prebende för professorer i Uppsala, först för Erik Mikael Fant, därpå för Jöns Svanberg.

## Organister
| Ämbetstid | Namn           | Levnadstid | Övrigt    |
| --------- | -------------- | ---------- | --------- |
| 1960–1964 | Ingvar Knutsén | 1932–2005  | Organist. |

## Kyrkor
- Alunda kyrka